# Hansa Group
Die Hansa Group AG war ein Chemieunternehmen mit Sitz in Genthin.

## Geschichte
Ab Anfang November 2009 wurde auf dem Gelände der ehemaligen Henkel-Werke in Genthin das Waschmittelwerk Genthin als 100-prozentige Tochter der Hansa Group eröffnet. Im Mai 2010 erwarb das Unternehmen den Waschmittel- und Kosmetikhersteller Luhns von seiner Schwestergesellschaft Savanna, die ebenfalls der Hansa Invest & Trust zuzurechnen ist.
An den Standorten Düren (in einem ehemaligen Werk der Akzo Chemie GmbH bzw. AkzoNobel) und Ibbenbüren (mit dem von der BASF übernommenen Tochterunternehmen Chemische Fabrik Wibarco) wurden Tenside hergestellt.
Die Hansa Group AG erklärte sich am 9. Juli 2014 für zahlungsunfähig. Am 1. Oktober 2014 gab das Amtsgericht Duisburg als zuständiges Insolvenzgericht dem Antrag auf Eröffnung eines Insolvenzverfahrens in Eigenverwaltung gemäß § 270 InsO statt. Zum Sachwalter wurde der Rechtsanwalt Horst Piepenburg bestellt. Auch für die Tochtergesellschaften Luhns GmbH, Waschmittelwerk Genthin GmbH und Chemische Fabrik Wibarco GmbH sind die Insolvenzverfahren in Eigenverwaltung eröffnet.
Im Rahmen der Insolvenz wurden die drei Tochtergesellschaften Luhns, Waschmittelwerk Genthin und Chemische Fabrik Wibarco an die Schweizer Gemini Holding AG verkauft, die ebenfalls unter Kontrolle der Familie Alambeigi stand und im Mai 2015 mitsamt ihren Tochtergesellschaften Insolvenz anmeldete. Der Standort in Düren wurde daraufhin durch die tschechische Enaspol übernommen, der Standort in Greven durch die Thurn Produkte aus Neunkirchen-Seelscheid.
Ab Ende April 2015 saßen die beiden geschäftsführenden Brüder Zolfaghar und Khodayar Alambeigi wegen des Verdachts auf Betrug in Untersuchungshaft, da sie zwischen 2007 und 2012 die Zahlen der Hansa Group AG manipuliert haben sollen; die Staatsanwaltschaft nannte eine Summe von 80 Mio. Euro. Im Juni 2015 wurden die Haftbefehle wieder aufgehoben.

## Aktie
Die Hansa Group war bis Mitte des Jahres 2015 im Prime Standard der Deutschen Börse gelistet. Die Börsennotierung wurde nach der Insolvenz auf Antrag des Unternehmens eingestellt.

## Kennzahlen
Im Geschäftsjahr 2009 lag der Jahresüberschuss aufgrund eines außerplanmäßigen und einmaligen Bilanzeffekts bei 45,3 Millionen Euro (2008 2,9 Millionen Euro), nachdem im Rahmen der konsolidierten Bewertung des Gesamtkonzerns die Vermögensposition Genthin mit einem Wertansatz in Höhe von 41,3 Millionen Euro ausgewiesen worden war.